# Lucas Espinoza
Lucas Salvador Espinoza Arias (Santiago, 11 de febrero de 1992) es un comediante, actor, guionista y director chileno. Ha participado en proyectos vinculados al formato de comedia, tanto en televisión como en plataformas digitales.

## Biografía
Estudió comunicación audiovisual en el instituto profesional Duoc UC y cursó un diplomado en guion en la Universidad de Chile. En 2012 fundó el canal de YouTube Proyecto Lupa, a través del cual desarrolló la serie web Tiempos mozos, que dirigió, escribió y protagonizó.
En 2014 se integró a la última temporada del programa televisivo El club de la comedia, emitido por Chilevisión, compartiendo elenco con Ignacio Socías, Josefina Nast, Alto Yoyo y Laura Prieto. Posteriormente colaboró en proyectos televisivos desarrollados en Canal 13 bajo la dirección de Sergio Nakasone.

## Filmografía

### Películas
| Año  | Título                   | Papel  | Ref.         |
| ---- | ------------------------ | ------ | ------------ |
| 2017 | La isla de los pingüinos | Martín | [ 9 ] [ 10 ] |

### Cortometrajes
| Año  | Título                                  | Papel | Ref.   |
| ---- | --------------------------------------- | ----- | ------ |
| 2013 | Caos: La leyenda de camaleón de pantano | Lucas | [ 11 ] |
| 2020 | Rubíes antigüos                         | Ciro  | [ 12 ] |
| 2022 | Kiss Me Goodbye                         | Jano  | [ 13 ] |

### Televisión
- El club de la comedia (2014)[7]
- Top Chef VIP Chile (2025)[3]

### Webseries
- Tiempos mozos (2016), junto a Ignacio Socías[5]
- Vásquez (2017), junto a Rodrigo Vásquez, Pedro Ruminot, Javiera Díaz de Valdés y Sebastián Badilla[14]
- Talentos frustrados (2019), junto a Rodrigo Vásquez
- Autoyoyó (2024), participación como invitado, junto a Rodrigo Vásquez

## Programas de radio y podcasts
- El amor es más fuerte (2014, Injuv FM), junto a Ignacio Socías y Beno Espinosa
- Tavelli & Comedy (2019, Niu Radio), junto a Rodrigo Vásquez
- Como la vida misma (2017–2019)
- Lucas y Socías (2019-2024)